# Thomas Indermühle
Thomas Indermühle (Berna, 4 de octubre de 1951 (73 años)) es un oboísta suizo.

## Biografía
Thomas Indermühle nació en Berna en 1951, en el seno de una familia musical de la que se convirtió en el séptimo hijo y en la que predominaban los pianistas (su madre y su padre ya lo eran, y este último, además también fue director). Cuando cumplió los 18 años se convirtió en alumno de Heinz Holliger, de quien aprendió durante tres años en Friburgo, y posteriormente se trasladó a París para estudiar al lado de Maurice Bourgue. Una vez finalizó sus estudios, llegó a ser oboísta principal de la Orquesta de Cámara de Holanda en Ámsterdam y de la Orquesta Filarmónica de Róterdam.
Pronto llegarían más éxitos, como el de 1974 en que fue ganador de la competición del Festival Primavera de Praga. Dos años después, en 1976, ganó el tercer Concurso Internacional de Música ARD (quedando el primer y el segundo premio sin otorgar). En 1984 fue nombrado profesor de la Universidad de Zúrich de las Artes y en 1989 de la Universidad de Karlsruhe Música. Desde entonces, no ha dejado de impartir clases magistrales en diversos países como Japón, Corea, Australia, Brasil, España, Italia, Grecia y México. 
Asimismo se ha interesado por la construcción de instrumentos y ha colaborado en la fabricación de los modelos de oboe Evolution y Résonance con Rigoutat.

## Discografía
Ha grabado para Philips, EMI, Camerata Tokio, Camerata International CD Catálogo 2005, visto 18 de abril de 2011, Novalis, realizando numerosas grabaciones en CD.
Mozart - El rapto en el serrallo: Sabine Meyer Wind Ensemble (1995, EMI Classics)
Jean-Philippe Rameau: 5 Conciertos - Indermuhle, Henk de Wit y Claudio Brizzi (1999, Camerata Tokyo Japan Inc. 30 CM-571)
Francois Couperin: Completa de Nouveaux Conciertos Conciertos royaux, No. 1 - Indermühle Henk de Wit, Ursula Dütschler (2006 1995 y 1996 Camerata Tokyo Japan Inc. CMCD-15045 ~ 6)
Intermezzo: salón de música de la ópera y la opereta - I salonisti (1991, BMG Classics GD69298)
Britten-Haas Hindemith - Indermühle, oboe, Kalle Randalu, Piano (1996, Camerata Tokio Inc.Japan 30CD 449)
Louis Spohr, WA Mozart: Indermühle, Orquesta de Cámara Inglesa, Leopold Hager (Novalis Classics / Diamond Classics 150723-2)
Lebrun: Conciertos para oboe 6: Indermuhle, Orquesta Sinfónica Nacional de Estonia, Toomas Vavilov (2006, Tokyo Camerata CMCD-20066 ~ 7)
Beethoven Krommer-Vranický: Indermühle Carmel, Rancourt (1998, Camerata Tokyo-30CM 481)
Mozart - Piano music organizó bronce de Hans Georg Renner: Indermühle, Wolfgang Meyer, Bruno Schneider, Dag Jensen (1996, Antes Edition / Bella Musica BM-CD 31.9079)
Telemann - Oboe Concertos: Indermuhle, Inglés Chamber Orchestra (1996, Novalis 150126-2)
JS Bach - Oboe Concertos: Indermuhle, Inglés Chamber Orchestra, Simon Preston (1991, Novalis 150077-2)
JS Bach - Obras Maestras: Indermühle Claudio Brizzi (2000, Camerata Tokyo-28cm 591)
JS Bach - Obras Maestras II: Indermühle Claudio Brizzi (2004, Tokyo Camerata CMCD-28052)
JS Bach - 6 Sonatas: Indermühle Dütschler Ursula (1996, Camerata 404 Tokyo-30CM)
Karura - Orchestral obras de Akira Nishimura (2000, Camerata Tokio CM-523)
Vivaldi - Completa Oboe Concertos: Indermuhle, Jacques Tys, Brizzi, I Solisti di Perugia (2001, Camerata Tokio CM-99001/3)
Vivaldi - Música de cámara: Indermühle M.Ancillotti, P.Franceschini, W.Meyer, M.Turkovic, C.Brizi (2002, Camerata Tokio CM-28019)
C.P.E. Bach - Oboe Concertos Wq. 164, 166 (1994, Novalis)
WMMozart - Oboe Concertos K. 313 y K. 314, Sinfonia Concertante K. 297b: Inglés Chamber Orchestra, Leopold Hager, Indermühle (1989, Novalis)
Karura - Silvestrini, Berio, Nishimura, Yun, Castiglioni - oboe solista (2011, Camerata Tokio CM-28184)
Romantic Oboe Concertos - Hummel, Kalliwoda, Rietz, Molique: Indermuhle, Estonian National Symphony, Milan Turkovic (2009, Camerata Tokio)
Le Tombeau de Couperin - Ravel, Dutilleux, Milhaud, Jolivet (2000, Camerata Tokio)
Indermühle juega Thomas Oboe Concertos 4 - R. Strauss, Martinu, Zimmermann, Vaughan Williams: Indermuhle, Orchestre de Bretagne, cond. Claude Schnitzler (Camerata)
Albinoni - Completa Oboe Concertos: C.Brizzi, Indermühle, Jacques Tys (2009, Camerata)
Michael Haydn - Conciertos: Indermuhle, Brizi (2006, Camerata Tokio)